# Camembert de Normandie
Pour les articles homonymes, voir Camembert.
Le camembert de Normandie est un fromage au lait cru de vache, à pâte molle légèrement salée et à croûte fleurie dont le lait cru est produit et transformé en Normandie. Depuis 1982, il est protégé en France par une appellation d'origine contrôlée (AOC), et dans l'ensemble des pays de l'Union européenne par une appellation d'origine protégée (AOP), qui le distingue de camemberts ne répondant pas au même cahier des charges. Le nom provient du village de Camembert, dans l'Orne, où le fromage aurait été originellement fabriqué.
Cette production-transformation représente 4,2 % du volume total des camemberts fabriqués en France.
Sa meilleure période de consommation s'étend de mai à octobre.

## Caractéristiques du camembert de Normandie

### Description

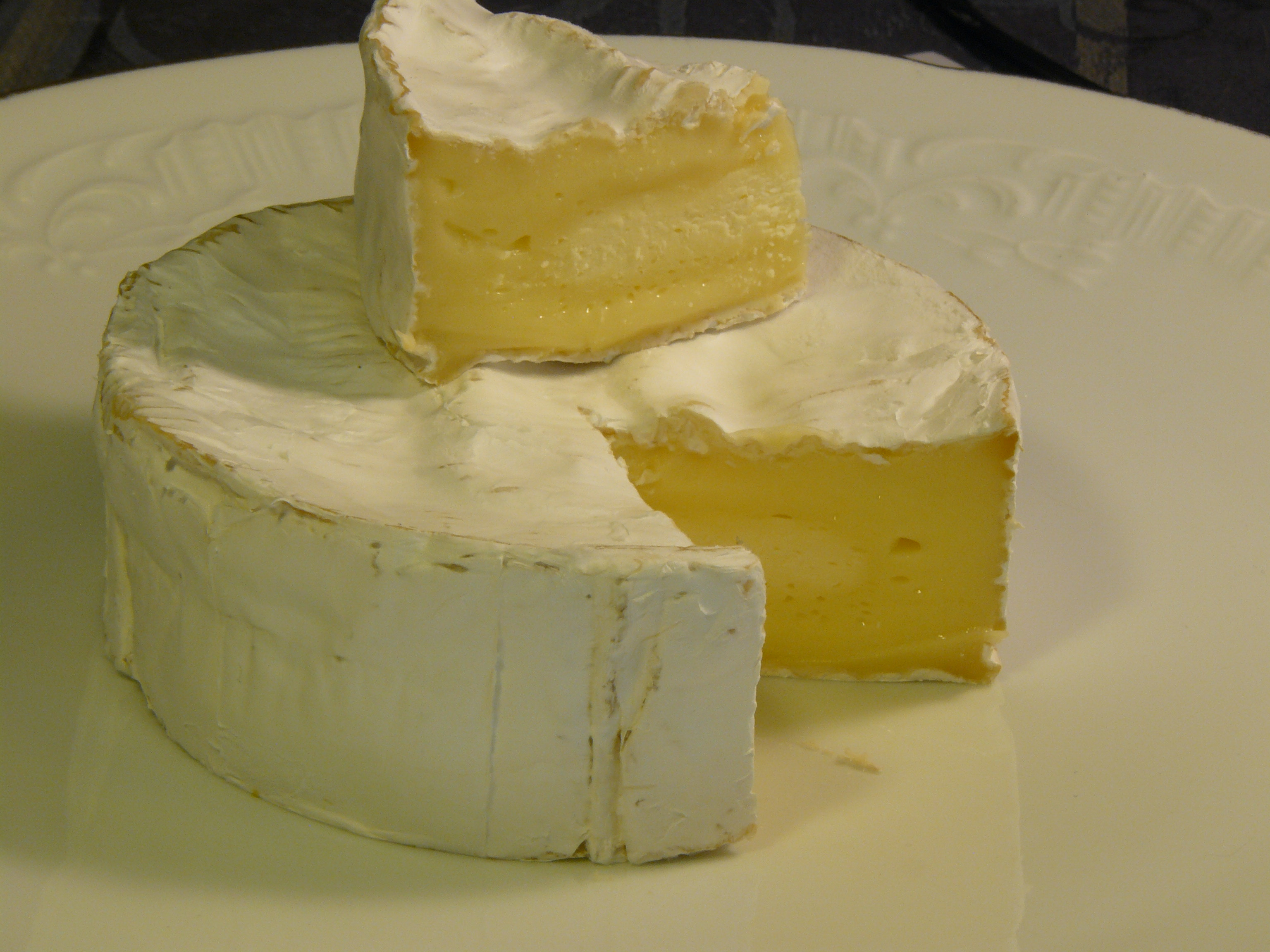
Pâte du camembert de Normandie.

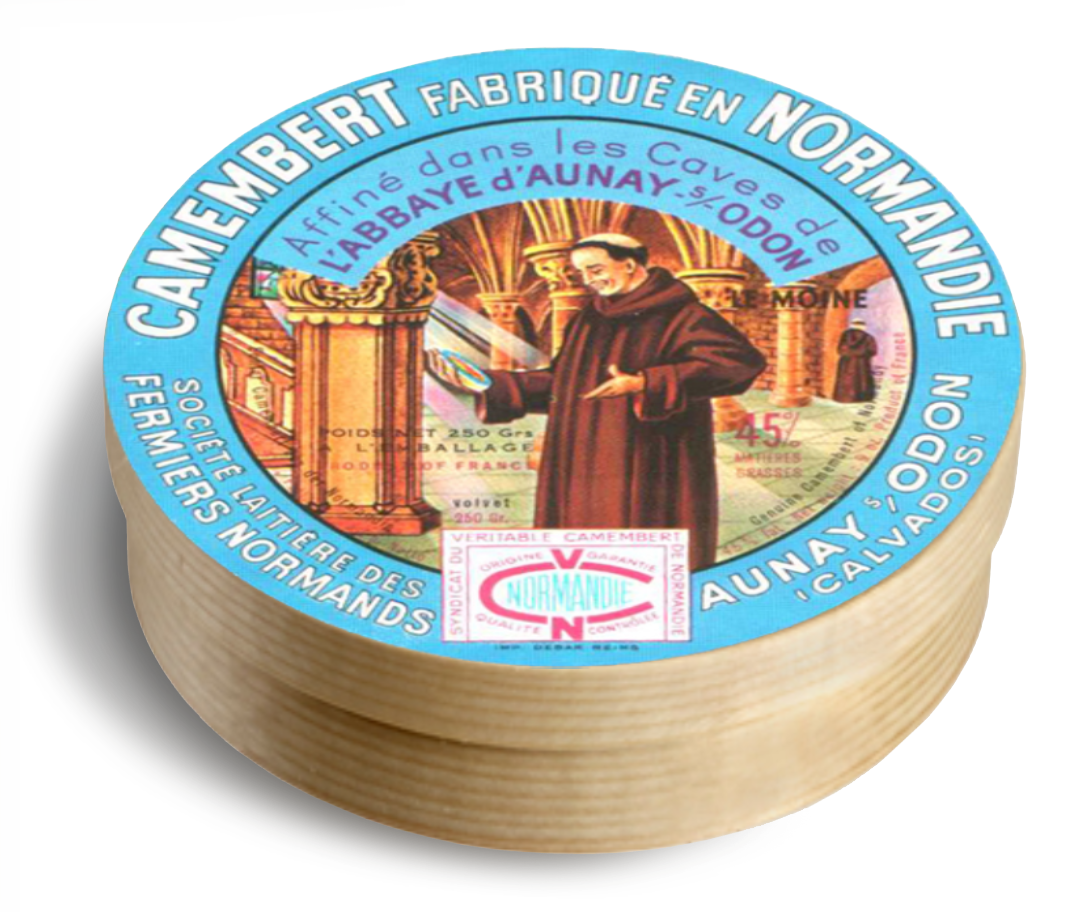
Camembert fabriqué en Normandie, affiné dans les caves de l’Abbaye d’Aunay-sur-Odon dans le Calvados.

Le camembert de Normandie a la forme d'un cylindre de 10,5 à 11 cm de diamètre et pèse 250 g minimum, poids net à l'emballage. Il a 45 % de matières grasses minimum sur extrait sec, soit seulement 22 % sur le produit fini et un poids total de matière sèche supérieur ou égal à 115 g par fromage. La croûte fleurie blanche peut être tachetée de rouille, selon le degré d'affinage. 

« La pâte [est] (…) ivoire à jaune clair ; affinée à cœur, elle est lisse et souple. »

— Décret no 2008–984 du 18 septembre 2008.
 Il est obligatoirement commercialisé dans une boîte en bois. Il faut 2,2 l de lait pour fabriquer un camembert de Normandie.

### Valeur nutritionnelle
|                                                  | pour 100 g |
| ------------------------------------------------ | ---------- |
| eau                                              | 54,9 g     |
| lipides                                          | 21,9 g     |
| dont acides gras saturés                         | 14 g       |
| dont acides gras monoinsaturés                   | 5,12 g     |
| dont acides gras polyinsaturés                   | 590 mg     |
| dont cholestérol                                 | 74,5 mg    |
| protéines                                        | 20 g       |
| sodium                                           | 802 mg     |
| phosphore                                        | 286 mg     |
| calcium                                          | 235 mg     |
| potassium                                        | 150 mg     |
| glucides                                         | 0,1 g      |
| magnésium                                        | 15 mg      |
| zinc                                             | 3,78 mg    |
| vitamine B2                                      | 640 µg     |
| activité vitaminique E, équivalents α-tocophérol | 440 µg     |
| vitamine A                                       | 246 µg     |
| cuivre                                           | 210 µg     |
| vitamine PP                                      | 55 µg      |
| vitamine B3                                      | 1,46 µg    |
| vitamine B12                                     | 0,85 µg    |
| vitamine D                                       | 0,76 µg    |
| vitamine B5                                      | 0,33 µg    |
| vitamine B6                                      | 0,2 µg     |
| énergie                                          | 1 152 kJ   |
| énergie                                          | 278 kcal   |

## Histoire

### La légende
« Camembert […] est le nom donné (1867) à un fromage fabriqué pour la première fois à la fin du XVIIIe siècle par Marie Fontaine, fermière de la commune de Camembert (Orne). »

— Alain Rey (dir.), Le Robert Dictionnaire historique de la langue française, Dictionnaires Le Robert, Paris, nouvelle édition janvier 1994, tome I, p. 333.
Selon la légende, historiquement peu crédible, le camembert de Normandie a été mis au point en 1791 par une fermière de Camembert, Marie Harel (née Fontaine), avec les conseils avisés d’un prêtre réfractaire (Charles-Jean Bonvoust, religieux bénédictin, prieur de Roiville), originaire d’Alençon, réfugié chez elle dans sa ferme de Beaumoncel.
Cette légende se retrouve dans de nombreux ouvrages, avec de surprenants enrichissements. Le nom de Marie Harel, inventrice du camembert, apparaît en 1850, grâce à son petit-fils. La légende est due à la remarquable réussite de sa famille et à l’intérêt commercial retiré. Au début du XXe siècle, le syndicat des fabricants du véritable camembert de Normandie prend la relève des héritiers de Marie Harel pour perpétuer la légende du camembert normand ; au XXIe siècle, l’association de défense et de gestion de l’AOC camembert de Normandie le remplace.

### Éléments historiques

#### Origine inconnue
Le premier texte, de 1708, qui cite le camembert est de Thomas Corneille. Il fait référence à une observation de 1702.

#### Transformations du camembert de Normandie: innovations techniques et progrès scientifiques
Deux innovations permettent l’essor de la transformation du lait cru en camembert de Normandie :
- le développement du chemin de fer met Paris à moins de six heures de nombreuses petites villes normandes[15],[* 4] ;
- la boîte en bois qui, vers 1890[16], remplace le lit de paille et permet le transport sur de longues distances de ce fromage si fragile. À nouveau la légende est contredite ; sans source fiable, il est impossible d'attribuer l’invention de la boîte à fromage en bois de peuplier. Ridel, originaire de Vimoutiers, fils d’ébéniste, invente la machine à fabriquer des boîtes de fromage en bois de peuplier[17]. La boîte permet la création et la pose de l’étiquette du camembert.

##### La collecte du lait
À partir de 1870, la production du camembert de Normandie augmente et se modernise. Pour produire plus de lait, les troupeaux de vaches et les surfaces d’herbages augmentent. Les agriculteurs louent des fermes pour accroître la superficie des terres qu'ils travaillent. L’achat de lait cru dans les fermes voisines se développe et inaugure l’industrialisation de la fabrication du camembert de Normandie.

##### Croûte bleueversuscroûte blanche
La croûte fleurie que nous connaissons ne devient uniformément blanche qu'au cours du XXe siècle.

« […] Pourtant, avant d'exhiber ce duvet blanc que nous lui connaissons aujourd'hui [2007], sa croûte tirait sur le bleu. […] s’il lui arrive d’être blanc, il est le plus souvent entre le bleu et le gris, et marqué de taches brun-rouge. Dans les premières années de ce siècle [XXe siècle], la couleur blanche se fait plus fréquente, mais elle ne devient la norme que dans l’entre-deux-guerres. Encore la blancheur est-elle toute relative, pendant longtemps le duvet blanc est plus ou moins recouvert de taches brunes. Ce n’est qu’à partir de 1960 environ qu’il affiche ce teint blafard qui était autrefois regardé avec suspicion. »

— Pierre Boisard, Le Camembert, mythe français, p. 99.

Cette transformation est le fruit d’une volonté de maîtriser les micro-organismes. Les travaux de Louis Pasteur, ses Principes de laiterie inaugurent des préparations de ferments lactiques et de moisissures sélectionnés pour les fromageries. Penicillium album, qui produit une croûte blanche virant au gris-bleu, va être supplanté par Penicillium candidum, un champignon blanc qui donne une croûte immaculée.

« Il est certain qu’en changeant de souche on modifie la vitesse de l’affinage […]. En changeant de moisissure, le camembert a donc non seulement changé de couleur, mais sans doute de goût. […] Ce changement l’a adouci, atténuant sa rudesse paysanne pour élargir le cercle de ses amateurs. Pendant plusieurs années, l’Institut Pasteur fournira à la demande les deux souches, album et candidum. »

— Pierre Boisard, Le Camembert, mythe français, p. 106-107.

« Aujourd'hui tous les fromagers, même les plus attachés aux méthodes traditionnelles, ensemencent leur lait en P. candidum produit en laboratoire. »

— Pierre Boisard, Le Camembert, mythe français, p. 109.

##### Lait cruversuslait pasteurisé
Le blanchiment de la croûte prépare la quasi-généralisation de la pasteurisation dans les années 1950. Le 3 mars 2020, l’Organisme de défense et de gestion (ODG) Camembert de Normandie a décidé à 97 % d’abandonner le projet de grande AOP qui aurait ouvert la voie à la création d'un camembert de Normandie « cœur de gamme » élaboré avec du lait pasteurisé, réaffirmant l'usage exclusif du lait cru.

#### Lesyndicat des fabricants du véritable camembert de Normandie

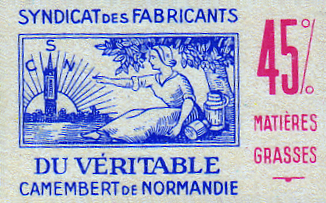
Étiquette du Syndicat des fabricants du véritable camembert de Normandie.

Le 20 mars 1909, à la mairie de Lisieux, cinquante-trois fromagers créent le Syndicat des fabricants du véritable camembert de Normandie (SFVCN) pour se défendre contre « […] ceux qui osent vendre sous le nom de « camembert » de pâles imitations fabriquées en dehors de la Normandie avec du lait écrémé» — les fromageries du Centre et de l'Est — ainsi que pour contrer la « surenchère locale sur le lait» et protéger leurs marges. Ces notables se servent de cette structure patronale pour édicter des règles internes de non-concurrence pour la collecte du lait et empêcher le débauchage du personnel entre les membres du syndicat. Il lutte pour ne pas appliquer les nouvelles lois sociales. Ils vont tenter de protéger leur appellation « camembert ». Ils réclament, sans résultat, l’interdiction de la fabrication de camembert hors de Normandie.
Le syndicat obtient la réglementation de la matière grasse minimum, d’abord à 36 % puis à 45 %, pour lutter contre la production de fromage à base de lait écrémé.
Le syndicat a développé la zone de production du camembert, né dans un terroir restreint, le pays d'Auge, en une zone sans référence à l’origine. Il a étendu la zone de production, mais il a perdu l’exclusivité de l’appellation « camembert».

« Cependant, depuis la fin de la Seconde Guerre mondiale, ses ambitions et son action ont changé. Il n’est plus question pour lui de maintenir intégralement l’ordre social ancien à l’abri de la concurrence et des lois sociales. Il lui faut, bon gré mal gré, se résigner à l’intrusion dans son paisible univers rural, de la grande industrie, des lois du marché et de la législation du travail. Il ne lui reste pour rôle que la défense du camembert normand d’appellation. »

— Pierre Boisard, Le Camembert, mythe français, p. 134.

##### Lait cruversuslait «thermisé» ou microfiltré
La coopérative agricole Isigny-Sainte-Mère et le groupe Lactalis, qui ont représenté 90 % des camemberts de Normandie, ont renoncé courant 2007 à suivre le cahier des charges de l’AOC. Ceci a fait suite au refus définitif de l’institut national de l’origine et de la qualité (INAO) de modifier le cahier des charges pour permettre l’utilisation de la technique de thermisation et de la microfiltration pour les laits mis en œuvre. Ces groupes industriels ont continué de faire pression pour ce changement au nom de la sécurité sanitaire et pour réduire leurs coûts de transformation en reprenant partiellement la production AOP. Selon Sylvie Lortal, directrice du laboratoire scientifique et technologique du lait et de l’œuf de Rennes, les risques sanitaires sont « statistiquement infimes».
Fin février 2008, l’Association de défense et de gestion du camembert de Normandie vote à plus de 55 % en faveur du maintien du lait cru obligatoire pour l'élaboration du camembert de Normandie. Elle déboute ainsi les groupes industriels de leur demande d’assouplissement du cahier des charges de l’AOC.
Un compromis signé en février 2018 à l'INAO entre les producteurs de l'AOP et Lactalis ouvre toutefois la voie à une modification de cet équilibre. S'il était confirmé, il mettrait fin à la scission entre l'AOP Camembert de Normandie et la mention, apposée par Lactalis (Président, etc.), « fabriqué en Normandie » (qui ne constitue pas une AOP). Lactalis (et d'autres industriels) auraient le droit d'utiliser l'AOP Camembert de Normandie tout en pasteurisant le lait. En échange, la proportion de vaches de race normande passerait de 50 % (actuellement) à 70 %. Ce compromis fait l'objet d'une levée de boucliers de la part de défenseurs de l'AOP (et de l'usage de lait cru).
La DGCCRF a rendu un jugement mi-2020 en donnant raison aux producteurs AOP : l'indication « fabriqué en Normandie » ne sera plus autorisée sur les boîtes de camemberts qui ne sont pas sous appellation d'origine protégée à partir du 1er janvier 2021. Début 2021, Lactalis communique fortement son opposition dans les médias pour convaincre le consommateur et ne respecte pas le jugement.

#### Notoriété du camembert
La Première Guerre mondiale contribue à le faire connaître en France dans toutes les couches sociales. À partir de 1916, par l’action du Syndicat des fabricants du véritable camembert de Normandie, il fait partie de la ration des Poilus.

## Caractéristiques de la production du camembert de Normandie

### Aire géographique de l'appellation
La production du lait, sa transformation, l’affinage du fromage obtenu et le conditionnement doivent être effectués dans l’aire géographique, qui s’étend au territoire des communes des départements du Calvados — sauf la plaine de Caen et une étroite zone jusqu’à Argentan —, de la Manche — sauf deux zones au sud-ouest et au nord-est —, de l'Orne — sauf le sud-est, autour d’Alençon et d’Argentan —, et à celles « de la frange occidentale » de l'Eure.

« Cette aire bénéficie d’un climat de type océanique avec des écarts minima-maxima assez faibles dus à la proximité de l’océan. Les précipitations sont abondantes (au moins 700 mm/an) et régulières (au moins 160 jours de précipitations). Les étés sont tempérés et les hivers peu rigoureux. L’aire de l’appellation est ainsi caractérisée par l’absence de déficit hydrique estival ainsi que par un nombre relativement faible de jours de gel. Les paysages sont dominés par une ambiance bocagère que traduisent la forte occupation du sol par la prairie permanente qui représente plus de 50 % de la [surface agricole utile]  du territoire de l’aire et le maillage dense des haies. L’aire d’appellation, qui se situe au contact entre le Massif armoricain et le Bassin parisien est marquée, avec plus de 1 000 m de cours d’eau par km², par la densité du réseau hydrographique sous forme d’un réseau dense de vallées ou de marais. Le lait produit dans l’aire dispose d’une spécificité conférée par les pratiques d’alimentation des animaux ainsi que l’utilisation d’animaux de race normande. La principale originalité du système d’alimentation repose sur le recours important au pâturage qui est pratiqué de mars à novembre.
L’importance des surfaces en herbe est caractérisée par la dominance écrasante de la prairie permanente, marquée par une grande diversité floristique, et la part très marginale des prairies temporaires. Les herbages se distinguent selon qu’ils sont situés en vallées, sur des coteaux ou sur les plateaux. Les herbages des vallées sont les plus riches tandis que les alluvions humides des rivières entretiennent une végétation plus diversifiée. En outre, les fermes laitières normandes disposent d’une grande autonomie fourragère. La ration de base est presque systématiquement intégralement produite sur place. Les achats de fourrages restent marginaux et concernent essentiellement la paille et les betteraves achetés dans les plaines limitrophes de l’aire géographique. »

— Décret no 2008–984 du 18 septembre 2008.
En 1983, l’aire d’appellation s’étendait sur les cinq départements normands. En 2008, la Seine-Maritime, une grande partie de l’Eure et quelques zones du Calvados et de la Manche en furent retirés.

### Le lait cru

#### Vache de race normande

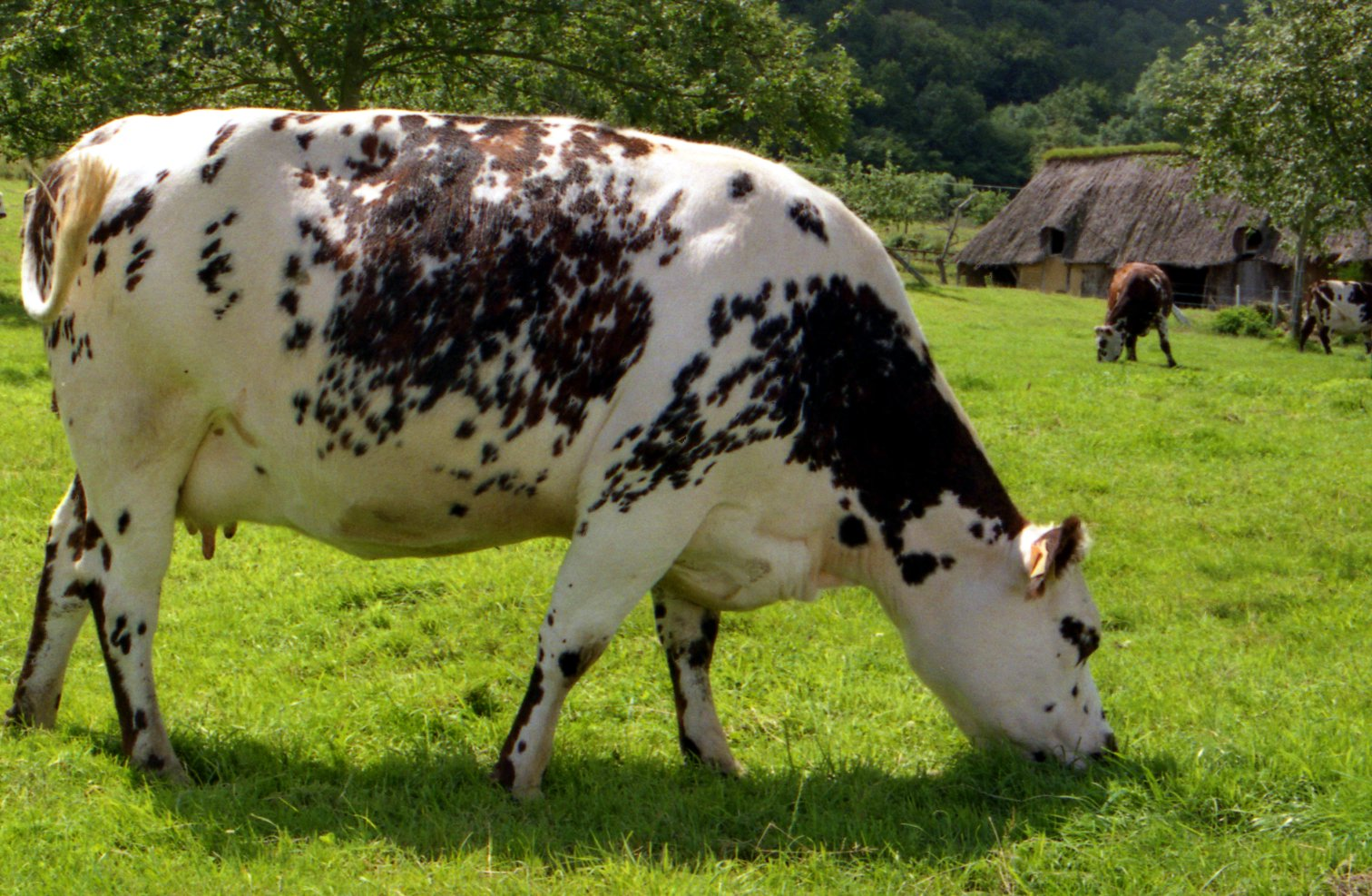
Une vache normande.

Le décret impose qu’« à partir du 1er janvier 2020, les exploitations laitières comportent au moins 50 % de leur effectif de vaches laitières en vaches de race pure normande. »

« La race normande dispose d’aptitudes fromagères exceptionnelles. Elle présente le lait à la teneur en matières protéiques la plus importante de toutes les races laitières françaises. La race normande présente également une fréquence des combinaisons de certains variants génétiques des caséines du lait les plus favorables à la coagulation du lait très supérieure à celle observée dans les autres races (Grosclaude, 1988).
Le lait issu de ces animaux est caractérisé par un rendement fromager supérieur, une vitesse de coagulation plus élevée, un temps de raffermissement du gel plus court (Vassal, 1991). Enfin, cette race occupe une place majeure dans le paysage régional. […] La race normande est créée également dans la deuxième partie du XIXe siècle, elle a été constituée à partir de croisements de populations issues de deux types principaux de vaches : la cotentine et l’augeronne, ainsi que d’apports extérieurs : Durham, jersiaise, races bretonnes, hollandaises difficiles à quantifier. La création du herd-book normand date de 1883. Au début du XXe siècle, la race normande s’exporte dans l’ensemble de l’Ouest de la France pour ses qualités laitières et bouchères. L’organisme de sélection en race normande prendra la succession du herd-book en 2008. »

— Décret no 2008–984 du 18 septembre 2008.

#### Pâturage
Les vaches laitières doivent pâturer au moins 6 mois dans l’année. Les prairies pâturables doivent être « accessibles aux vaches laitières et aptes à les nourrir. »
Depuis le 1er janvier 2010, une ferme comporte au minimum :

« 0,33 ha de surface en herbe par vache laitière traite dont au moins 0,25 ha de surface en herbe pâturable accessible depuis les locaux de traite.
2 ha de prairie par hectare de maïs ensilage utilisé pour l’alimentation des animaux du troupeau. »

— Décret no 2008–984 du 18 septembre 2008.

#### Alimentation
Les prairies temporaires à flore réduite, les aliments fermentés — ensilage d’herbe et de maïs, végétaux enrubannés — sont autorisés dans le cahier des charges attaché de l'appellation Camembert de Normandie.

« La ration de base du troupeau (les techniciens agricoles la quantifient en « matière sèche ») provient à hauteur de 80 % de la ferme. En dehors des périodes de pâturage, du foin est chaque jour mis à disposition des vaches laitières.
L’apport en aliments complémentaires est limité à 1 800 kg par vache du troupeau et par année civile.
La ration de base est constituée par les fourrages suivants : herbe de prairies permanentes, temporaires ou artificielles, pâturée, distribuée en vert, ensilée, enrubannée, déshydratée ou fanée, maïs, betteraves fourragères et autres racines et tubercules, céréales ou protéagineux distribués en vert ou ensilés, pailles de céréales et de protéagineux.
Les aliments complémentaires autorisés sont : les céréales et leurs coproduits, les protéagineux, oléagineux, protéagineux et leurs coproduits, les pulpes végétales, la mélasse, les produits d’origine laitière, les minéraux, les vitamines.
La préparation des céréales se fait uniquement par des moyens mécaniques. »

— Décret no 2008–984 du 18 septembre 2008.

### Transformation
La maturation primaire, le caillage, le moulage, le lent égouttage du caillé et l'affinage — dans les hâloirs — sont des phases caractéristiques :
- standardisation et maturation du lait ;

« le lait de vache [est] standardisé en matières grasses par écrémage d’une partie du lait mis en œuvre, assemblé avec du lait entier ou par « crémage naturel ».
On entend par « crémage naturel » le retrait de la crème à la suite de la remontée de celle-ci à la surface du lait (voir crème fleurette).
Le stockage lait cru ne peut excéder 72 h à compter de l’heure de la traite la plus ancienne jusqu’au début de la maturation.
Le camembert de Normandie est un fromage élaboré à partir de lait maturé. La durée de maturation primaire à froid du lait est inférieure à 24 h à une température maximale de 22 °C et la durée de maturation secondaire, lorsqu’elle est réalisée, ne peut dépasser 2 h à une température maximale de 38 °C.
Le lait reste cru, il ne peut être traité thermiquement à plus de 40 °C, ni être bactofugé, microfiltré ou subir tout traitement d’effet équivalent.
La concentration du lait par élimination partielle de la partie aqueuse avant coagulation est interdite (ultrafiltré). »

— Décret no 2008–984 du 18 septembre 2008.
- caillage ;

« Le lait est emprésuré en bassine […] d’un volume […] maximum de 330 litres.
L’emprésurage s’effectue à une température maximale de 37 °C avec une dose de présure animale maximale de 23 ml/100 l de lait à une force équivalente à 520 mg de chymosine par litre.
Le caillé peut être légèrement tranché verticalement avant le moulage à l’aide d’un tranche caillé dont l’écartement des lames ou des fils est au minimum de 2,5 cm. Deux passages au maximum de cet instrument sont autorisés dans la bassine.
Le moulage (ou formage) des fromages est réalisé sitôt après le tranchage. Le soutirage du sérum est interdit. Le caillé est prélevé dans la bassine :

- soit dans le cadre de dispositifs automatisés, à l’aide de têtes de moulage articulées,
- soit manuellement, à l’aide de cuillerons hémisphériques montés au bout d’un manche.

[…], les têtes de moulage ou les cuillerons sont exempts de tout élément susceptible de fractionner le caillé prélevé dans la bassine.
Le caillé est prélevé puis déposé dans les moules en 5 passages au minimum, chacun des dépôts étant espacé de 40 min au moins. Il s’égoutte de façon spontanée, dans les moules pendant au moins 18 h à compter du premier dépôt de caillé.
La technique traditionnelle se définit par le moulage réalisé manuellement et l’égouttage qui se déroule dans des moules individuels statiques posés à même une table équipée d’un store d’égouttage.
À partir du 1er janvier 2017, les fromages sont retournés au maximum une seule fois. Après retournement, les fromages sont recouverts (plaqués) d’une plaque métallique qui exerce une légère pression sur le fromage.
Les fromages sont salés au sel sec.
Après salage, le fromage peut être ressuyé avant le début de l’affinage pendant une période qui ne dépasse pas 24 h.
La conservation par maintien à une température négative du lait cru, des produits en cours de fabrication, du caillé ou du fromage frais est interdite. »

— Décret no 2008–984 du 18 septembre 2008.
- affinage et conditionnement.

« L’affinage des fromages s’effectue en hâloir à une température comprise entre 10 [°C] et 18 °C jusqu’au conditionnement.
Les fromages ne peuvent être conditionnés avant le 13e jour suivant le jour d’emprésurage. Avant conditionnement, les fromages peuvent être placés sur des planches en bois. La conservation sous atmosphère modifiée des fromages frais et des fromages en cours d’affinage est
interdite. Le camembert de Normandie est conditionné sous la forme d’un fromage entier dans un emballage
individuel réalisé avec des boîtes en bois à l’exception du dessus de la boîte faisant office de support d’étiquettes, qui peut être en « compobois » (fibres de bois agglomérées avec du polypropylène).
Les fromages conditionnés ne peuvent quitter l’entreprise avant le 17e jour après l’emprésurage.
Pour l’acquisition des caractéristiques organoleptiques du produit, la livraison des clients n’intervient pas avant le 22e jour après l’emprésurage.
Le fromage satisfait aux conditions de production du présent cahier des charges à partir de cette dernière date. »

— Décret no 2008–984 du 18 septembre 2008.

## Production
La production de 4 300 tonnes de camemberts de Normandie représente 4,2 % de la production de camemberts en France.
Production : 13 280 tonnes en 2004 (+ 23 % depuis 1996).
Entre 2006 et 2007, la production de camembert de Normandie a diminué de plus de 50 % ; entre 2007 et 2008, elle a diminué de 33 %.

« [L]es camemberts de Normandie AOP ne représentent plus que 5 % de l’ensemble des camemberts, contre 10 [%] à 15 % il y a encore trois ans, soit 4 300 tonnes fabriquées par an contre 90 000 tonnes pour les industriels. »

— « L’AOP « camembert de Normandie » en guerre contre les industriels. », agro-media.fr, 21 novembre 2011.
Un producteur fermier et huit laiteries fabriquent le camembert de Normandie en Basse-Normandie.

### Producteurs fermiers et transformateurs
Liste mise à jour le 2 août 2021.
Production fermière :
- société civile d'exploitation agricole Durand, la Héronnière, Camembert (Orne)[43] ;
- groupement agricole d'exploitation en commun du Champ Secret, La Novere, Champsecret, (Orne)[44] ;
- groupement agricole d'exploitation en commun Naturellement Normande, Coupigny, Landelles et Coupigny, (Calvados)[45] ;
- EARL Lemancel, Ferme de la Mondière, Orbec, (Calvados)[46].

Fabrication laitière :
- société anonyme domaine de Saint Loup, Saint-Loup-de-Fribois (Calvados) ;
- société à responsabilité limitée fromagerie du Val de Sienne, Gavray (Manche) ;
- coopérative agricole Coopérative Isigny Sainte-Mère[47], Isigny-sur-Mer (Calvados) ;
- société en nom collectif société fromagère de Jort [filiale de Lactalis], Bernières-d'Ailly (Calvados) ;
- société en nom collectif société fromagère d’Orbec [filiale de Lactalis], Orbec (Calvados) ;
- société en nom collectif société fromagère du Moulin de Carel [filiale de Lactalis], Saint-Pierre-sur-Dives (Calvados) ;
- société par actions simplifiée Gillot[48], Saint-Hilaire-de-Briouze (Orne) ;
- société par actions simplifiée laiterie fromagerie du Val d’Ay – éts Réaux[49], Lessay (Manche).

## Consommation
Sa période de consommation idéale s’étale d’avril à août après un affinage de six à huit semaines, mais aussi de mars à décembre[réf. nécessaire].